# Gare de Boujailles
La gare de Boujailles est une gare ferroviaire française fermée de la ligne de Dijon-Ville à Vallorbe (frontière), située sur le territoire de la commune de Boujailles, dans le département du Doubs, en région Franche-Comté. 

## Situation ferroviaire

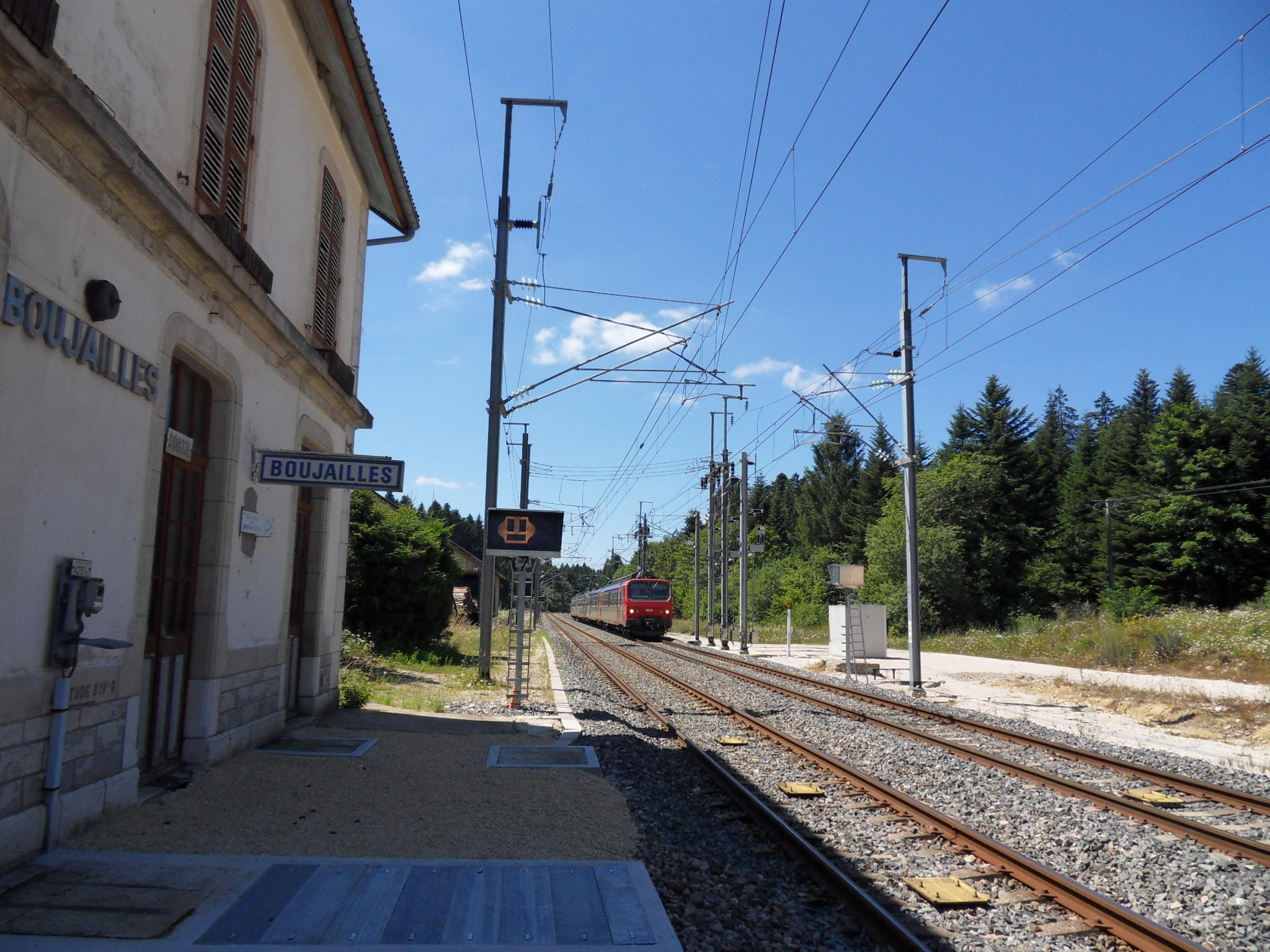
Quais de la gare.

Établie à 816 mètres d'altitude, la gare de Boujailles est située au point kilométrique (PK) 429,222 de la ligne de Dijon-Ville à Vallorbe (frontière) entre les gares ouvertes d'Andelot et de Frasne. Elle est séparée d'Andelot par la gare aujourd'hui fermée de La Joux.

## Histoire
La gare est fermée à tout trafic.